# Урод (повесть)
«Урод» — повесть Виктора Курочкина, оконченная им к январю-февралю 1964 года. Опубликовать повесть длительное время не удавалось (при имеющихся высоких художественных особенностях, которые отмечали издатели, они требовали внесения серьёзных изменений), пока наконец в 1966 году повесть не вышла в свет. Сюжетно произведение повествует о деятелях кинематографа, их быте.

## Герои
- «Урод» — изувеченный пёс (отсюда и прозвище)
- Иван Алексеевич Отелков — хозяин пса, неудачливый актёр
- Гостилицын — режиссёр

## Художественные особенности
После выхода повести в свет многие критики усматривали в ней сатиру и гротеск. Однако вдова Курочкина Г. Е. Нестерова-Курочкина отмечает, что в современных реалиях читатель скорее всего не увидит в ней никаких преувеличений, а также сцен неловкости, которые исчезли в свете гласности.

### Название
По мнению Г. Е. Нестеровой-Курочкиной подобное название повести относится не только к собаке — герою произведения, но также и к неудачливому актёру Ивану Алексеевичу Отелкову: собака по кличке «Урод» была в жизни изувечена в физическом плане, однако на сцене она показывает своё естественное природное существо, а хозяин пса актёр Иван Отелков как и в жизни, так и на сцене пытается скрываться под личиной солидного, интеллектуального человека, не выдавая своего истинного лица.